# Trautskirchen
Trautskirchen ist eine Gemeinde im Landkreis Neustadt an der Aisch-Bad Windsheim (Mittelfranken, Bayern). Die Gemeinde ist Mitglied der Verwaltungsgemeinschaft Neuhof an der Zenn.

## Geografie

### Lage
Die Gemeinde liegt im Naturpark Frankenhöhe. Durch das Gemeindegebiet fließt die Zenn.

### Gemeindegliederung
Die Gemeinde hat zehn Gemeindeteile (in Klammern ist der Siedlungstyp angegeben):
- Buch (Dorf)
- Dagenbach (Dorf)
- Einersdorf (Dorf)
- Fröschendorf (Dorf)
- Hohenroth (Dorf)
- Merzbach (Dorf)
- Schußbach (Weiler)
- Steinbach (Dorf)
- Stöckach (Weiler)
- Trautskirchen (Pfarrdorf)

Die Einöden Fröschendorfer und Bucher Mühle sind keine amtlich benannten Gemeindeteile.
Es gibt auf dem Gemeindegebiet die Gemarkungen Buch und Trautskirchen. Die Gemarkung Gerolfingen hat eine Fläche von 9,617 km². Sie ist in 1418 Flurstücke aufgeteilt, die eine durchschnittliche Fläche von 6782,42 m² haben. In ihr liegen neben dem namensgebenden Ort die Gemeindeteile Dagenbach, Einersdorf, Hohenroth und Stöckach.

### Nachbargemeinden
Nachbargemeinden sind (von Norden beginnend im Uhrzeigersinn): Markt Erlbach, Neuhof an der Zenn, Rügland, Obernzenn und Bad Windsheim.

## Geschichte

### Bis zum Ende des Heiligen Römischen Reiches Deutscher Nation
Der Ort wurde in einer Urkunde, die zwischen 1057 und 1075 entstand, als „Truteschirchen“ erstmals erwähnt. Bestimmungswort ist der Personenname „Trut“ bzw. „Trūt“, der als Stifter einer Kirche angesehen werden kann, die durch den Eichstätter Bischof Gundekar II. geweiht wurde und das Patrozinium des Erzengels Michael erhielt. Im Jahre 1278 kam Trautskirchen in Besitz des Klosters Heilsbronn. 1297 wird die Michaelskirche zur Pfarrei erhoben. Seit dem 14. Jahrhundert ist ein gleichnamiges Adelsgeschlecht auf einem Rittergut bezeugt. Mit dessen Aussterben im Jahre 1402 gelangte dieses an die Herren von Seckendorff. Während der Amtszeit von Hans Schmidt als Pfarrer von Trautskirchen und Neuhof erfolgte die Reformation. Während des Dreißigjährigen Krieges wurde der Ort fast völlig zerstört. In der Folgezeit wechselten die Schlossherren häufig. Im Jahre 1708 waren es wieder die Seckendorffer, die anstelle des alten Schlosses ein neues errichteten.
Gegen Ende des 18. Jahrhunderts gab es in Trautskirchen 67 Anwesen. Das Hochgericht übte das Rittergut Trautskirchen im begrenzten Umfang aus. Es hatte ggf. an das brandenburg-bayreuthische Stadtvogteiamt Markt Erlbach auszuliefern. Die Dorf- und Gemeindeherrschaft hatte das Rittergut Trautskirchen. Grundherren waren das Rittergut Trautskirchen (63 Anwesen: Schloss, 18 Güter, 45 Tropfhäuser) und die Pfarrei Trautskirchen (Kirche, Pfarrhaus, 2 Häuser). Das Rittergut Trautskirchen gehörte zu dieser Zeit den Freiherren von Falkenhausen und war dem Ritterkanton Altmühl steuerbar. Es übte das Hochgericht und die Dorf- und Gemeindeherrschaft auch über Dagenbach aus. Neben den 63 Anwesen in Trautskirchen war es noch Grundherr in Dagenbach (6 Anwesen), Einersdorf (1) und Stöckach (1). Von 1797 bis 1810 unterstand der Ort dem Justizamt Markt Erlbach und Kammeramt Neuhof.

### 19. und 20. Jahrhundert
Im Jahre 1810 kam Trautskirchen an das Königreich Bayern. Im Rahmen des Gemeindeedikts wurde 1811 der Steuerdistrikt und die Ruralgemeinde Trautskirchen gebildet. Die Gemeinde war in Verwaltung und Gerichtsbarkeit dem Landgericht Markt Erlbach zugeordnet und in der Finanzverwaltung dem Rentamt Ipsheim. Am 4. Januar 1821 wurde Dagenbach von Buch nach Trautskirchen umgemeindet. Am 30. Januar 1851 wurden Einersdorf und Stöckach von Neuhof nach Trautskirchen umgemeindet. Ab 1862 gehörte Trautskirchen zum Bezirksamt Neustadt an der Aisch (1939 in Landkreis Neustadt an der Aisch umbenannt) und ab 1856 zum Rentamt Markt Erlbach (1919–1929: Finanzamt Markt Erlbach, 1929–1972: Finanzamt Neustadt an der Aisch, seit 1972: Finanzamt Uffenheim). Die Gerichtsbarkeit blieb beim Landgericht Markt Erlbach (1879 in Amtsgericht Markt Erlbach umbenannt), von 1959 bis 1972 war das Amtsgericht Fürth zuständig, seitdem ist es das Amtsgericht Neustadt an der Aisch. Die Gemeinde hatte 1964 eine Gebietsfläche von 6,590 km².

### Zeit des Nationalsozialismus
Am 12. März 1927 entstand nach einer von Albert Forster aus Fürth gehaltenen Rede in Trautskirchen eine NSDAP-Ortsgruppe. Nach einer Propagandarede des Dettendorfers Fritz Raab Ende Februar 1931 bei einer Versammlung der NSDAP wurden 14 Neueintritte in die NSDAP und weitere in den „Stahlhelm“ verzeichnet.

### Eingemeindungen
Am 1. Januar 1970 wurde ein Teil der aufgelösten Gemeinde Altselingsbach eingegliedert. Am 1. Juli 1972 kam die Gemeinde Buch aus dem Landkreis Uffenheim hinzu.

### Einwohnerentwicklung
Im Zeitraum 1988 bis 2018 stieg die Einwohnerzahl von 1165 auf 1320 um 155 Einwohner bzw. um 13,3 %.
Gemeinde Trautskirchen
| Jahr      | 1818   | 1840   | 1852   | 1861   | 1867   | 1871   | 1875   | 1880   | 1885   | 1890   | 1895   | 1900   | 1905   | 1910   | 1919   | 1925   | 1933   | 1939   | 1946   | 1950   | 1961   | 1970   | 1987   | 2007   | 2012   | 2016   |
| Einwohner | 420    | 542    | 650    | 614    | 653    | 666    | 656    | 685    | 678    | 646    | 609    | 622    | 610    | 606    | 567    | 582    | 591    | 557    | 847    | 972    | 793    | 734    | 1141   | 1317   | 1335   | 1309   |
| Häuser    | 67     | 91     |        |        |        | 110    |        |        | 125    | 123    |        | 119    |        |        |        | 126    |        |        |        | 120    | 131    |        | 318    |        |        | 394    |
| Quelle    | [ 20 ] | [ 21 ] | [ 22 ] | [ 23 ] | [ 24 ] | [ 25 ] | [ 26 ] | [ 27 ] | [ 28 ] | [ 29 ] | [ 22 ] | [ 30 ] | [ 22 ] | [ 31 ] | [ 22 ] | [ 32 ] | [ 22 ] | [ 22 ] | [ 22 ] | [ 33 ] | [ 16 ] | [ 34 ] | [ 35 ] | [ 36 ] | [ 36 ] | [ 36 ] |

Ort Trautskirchen
| Jahr      | 001818 | 001840 | 001861 | 001871 | 001885 | 001900 | 001925 | 001950 | 001961 | 001970 | 001987 | 002014 |
| Einwohner | 420    | 484    | 436    | 483    | 515    | 470    | 452    | 798    | 667    | 625    | 719    | 866    |
| Häuser    | 67     | 82     |        |        | 93     | 88     | 103    | 94     | 107    |        | 192    |        |
| Quelle    | [ 20 ] | [ 21 ] | [ 23 ] | [ 25 ] | [ 28 ] | [ 30 ] | [ 32 ] | [ 33 ] | [ 16 ] | [ 34 ] | [ 35 ] | [ 37 ] |

## Politik

### Gemeinderat
Die Kommunalwahl 2020 führte zu folgender Sitzverteilung im Gemeinderat
- CSU/Interessengemeinschaft: sechs Sitze
- SPD: zwei Sitze
- Freie Wähler: vier Sitze

Erster Bürgermeister ist Werner Wirth.

### Wappen und Flagge
Wappen
| Wappen von Trautskirchen | Blasonierung: „Geteilt von Silber und Schwarz; oben ein schlingenförmig gebogener und außen mit je vier Blättern besetzter roter Lindenzweig, unten schräg gekreuzt zwei silberne Flammenschwerter.“ |
| Wappen von Trautskirchen | Wappenbegründung: Der geschlungene Lindenzweig ist die Wappenfigur der Freiherren von Seckendorff, die seit dem 14. Jahrhundert in Trautskirchen ansässig war. Die Flammenschwerter sind die Attribute des Heiligen Michael, dem die Pfarrkirche geweiht ist. Die Farben Silber und Schwarz weisen auf die einstigen Landesherren, die Markgrafen von Brandenburg-Ansbach. Die Gemeinde Trautskirchen führt seit 1980 ein Wappen. |

Flagge
Die Gemeindeflagge ist weiß-rot.

## Baudenkmäler

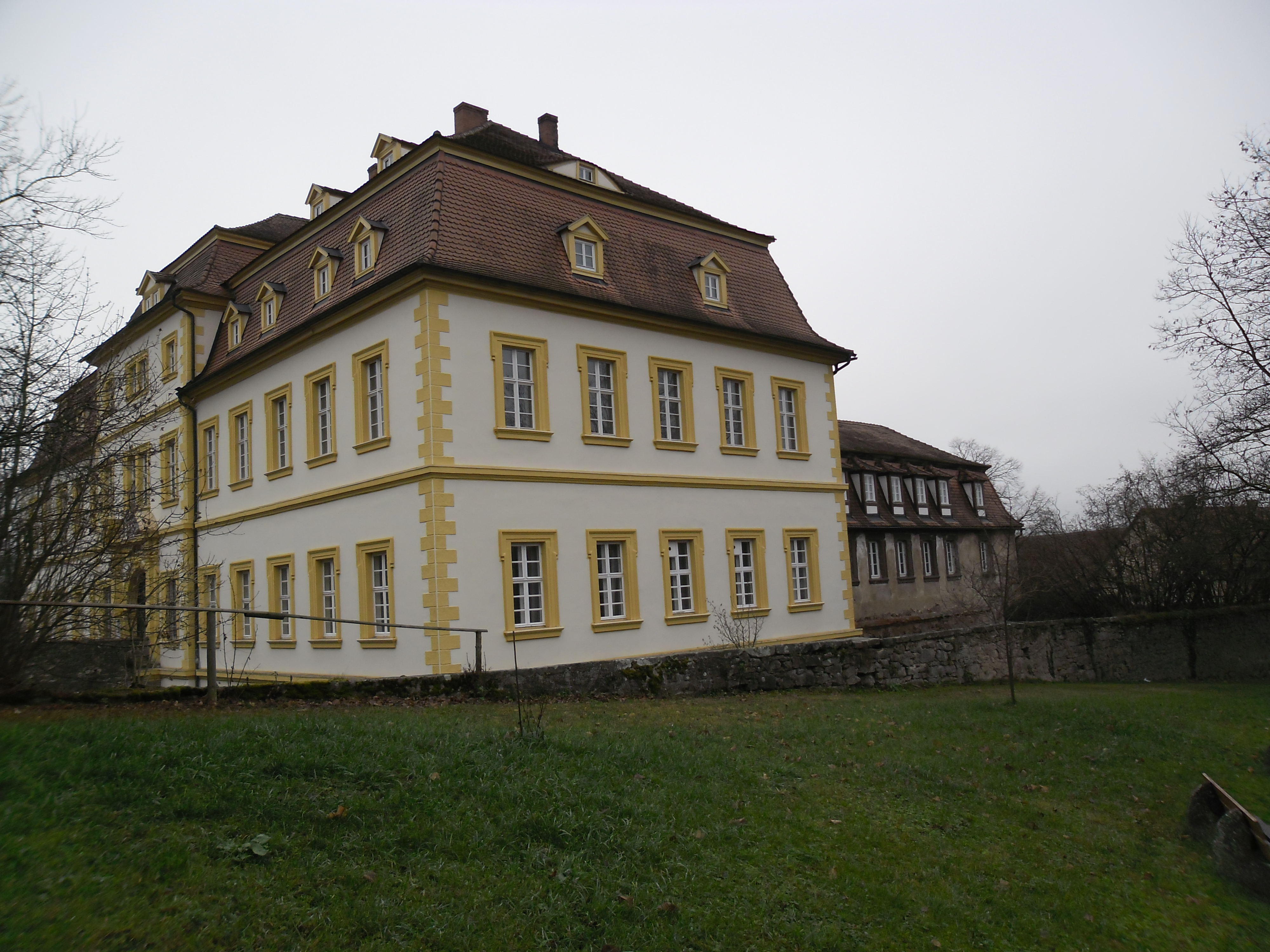
Schloss Trautskirchen

### Raumordnung
Die Gemeinde Trautskirchen ist Mitglied der 2009 gegründeten Kommunalen Allianz Aurach-Zenn, die ein Integriertes ländliches Entwicklungskonzept ist und mit den benachbarten Allianzen NorA und Kernfranken die Lokale Aktionsgruppe Rangau bildet.

## Verkehr
Die Staatsstraße 2413 führt an Fröschendorf vorbei nach Buch (2,2 km nordwestlich) bzw. nach Neuhof an der Zenn (3,6 km östlich). Gemeindeverbindungsstraßen führen nach Hohenroth (2 km nördlich), nach Merzbach (1,6 km nordwestlich) und nach Einersdorf (0,3 km südlich).

## Söhne und Töchter der Gemeinde
- Hans Böckler (1875–1951) wurde 1949 erster Vorsitzender des DGB. In seinem Geburtshaus ist ein kleines Museum eingerichtet worden.
- Alexander Hetzer (* 1983), Schriftsteller (Kinderbücher "Familie Rotfisch geht auf Reisen", "Kim Rotfischs neues Abenteuer" und historischer Roman "Trautskirchen – Schatten eines Dorfes").